# Frederik X.
Frederik X. (česky také Bedřich X., celým jménem Frederik André Henrik Christian, česky Bedřich Ondřej Jindřich Kristián, * 26. května 1968 Kodaň) je dánský král. Na trůn nastoupil po matčině abdikaci v lednu 2024.
Je starším synem královny Markéty II. a prince Henrika. Narodil se za vlády svého dědečka z matčiny strany, krále Frederika IX. Vzdělával se soukromě doma a na Krebs' Skole, École des Roches a Øregård Gymnasium. Získal titul Master of Science v oboru politologie na Aarhuské univerzitě. Po univerzitě působil na diplomatických postech v OSN a v Paříži. Prošel výcvikem ve všech třech složkách dánských ozbrojených sil.
Na Letních olympijských hrách 2000 v Sydney se seznámil s australskou marketingovou konzultantkou Mary Donaldsonovou. Sňatek se uskutečnil 14. května 2004 v kodaňské katedrále. Do manželství se narodily čtyři děti, Christian, Isabella, Vincent a Josefína.

## Mládí
Frederik X. se narodil 26. května 1968 císařským řezem v Rigshospitalet v kodaňské fakultní nemocnici princezně Margrethe, nejstarší dceři Frederika IX. a předpokládané dědičce dánského trůnu, princi Henrikovi. V době jeho narození byl dědeček z matčiny strany na dánském trůnu a pradědeček z matčiny strany na švédském trůnu.

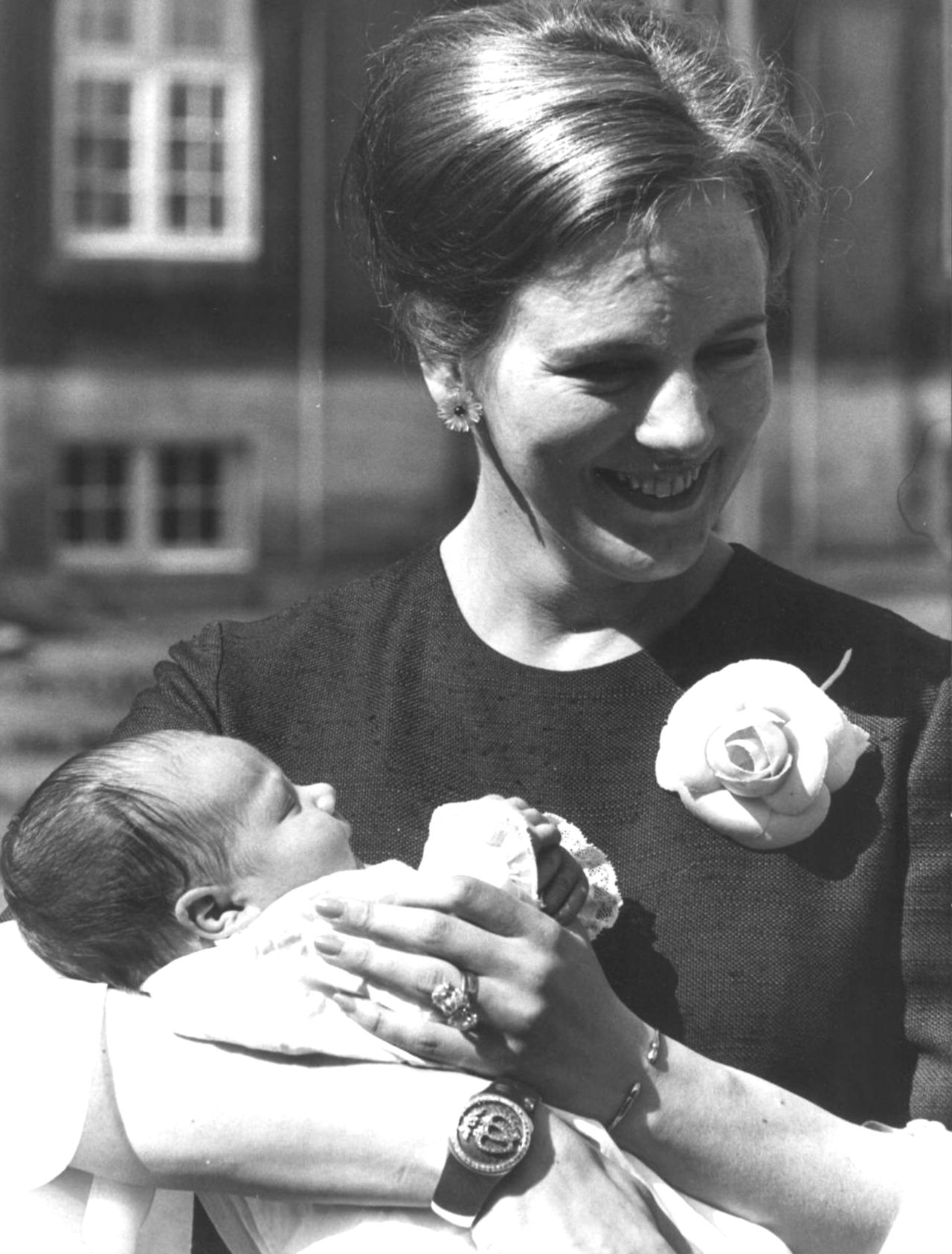
Frederik jako nemluvně v náručí matky

Pokřtěn byl 24. června 1968 v Holmenském kostele v Kodani. Jméno Frederik dostal po svém dědečkovi z matčiny strany, králi Frederikovi IX., čímž pokračoval v dánské královské tradici, kdy se dědic jmenuje buď Frederik nebo Kristián. Jeho prostřední jména ctí jeho dědečka z otcovy strany, André de Laborde de Monpezat, jeho otce, prince Henrika, a jeho pradědečka z matčiny strany, Kristiána X. Frederikovými kmotry byli jeho teta z matčiny strany, královna Řeků, jeho strýc z otcovy strany, hrabě Etienne de Laborde de Monpezat, jeho širší příbuzní, princ Jiří Dánský a velkovévodkyně Josefína Šarlota Lucemburská, a přátelé jeho rodičů, baron Christian de Watteville-Berckheim a Birgitta Juel Hillingsøvá.
Dánským korunním princem se stal, když jeho matka nastoupila 14. ledna 1972 na trůn jako Markéta II.
Jediným sourozencem korunního prince Frederika je jeho mladší bratr princ Joachim Dánský.

## Vzdělání a kariéra
Frederik získal v letech 1974 až 1981 základní vzdělání v Krebs' Skole, v letech 1974 až 1976 jako soukromý žák v paláci Amalienborg a od třetího stupně opět v Krebs' Skole. V letech 1982 až 1983 navštěvoval École des Roches, internátní školu v Normandii ve Francii. V roce 1986 absolvoval Øregård Gymnasium. Kromě dánštiny hovoří plynně francouzsky (jazyk jeho otce), anglicky a německy.
V roce 1986 zahájil studium politologie na Aarhuské univerzitě. Ve školním roce 1992–1993 studoval politologii na Harvardově univerzitě pod jménem Frederik Henriksen. Během studií na Harvardu bydlel v bytě s regulací nájemného.
V roce 1994 nastoupil na tři měsíce do funkce v dánské misi OSN v New Yorku. V roce 1995 získal titul MSc v oboru politologie na Aarhuské univerzitě. Kurz absolvoval v předepsaném počtu let s nadprůměrným výsledkem u zkoušek a stal se tak prvním členem královské rodině, který získal magisterský titul. Jeho závěrečnou prací byla analýza zahraniční politiky pobaltských států, které během studií několikrát navštívil. Princ působil od října 1998 do října 1999 jako první tajemník na dánském velvyslanectví v Paříži.

## Vojenská kariéra
Frederik absolvoval rozsáhlá vojenská studia a výcvik ve všech třech složkách armády. Dokončil výcvik žabího muže v elitních námořních jednotkách pro speciální operace Frømandskorpset. Právě zde si vysloužil přezdívku „Pingo“, když se mu neoprenová kombinéza naplnila vodou a byl nucen kolébat se jako tučňák.
V letech 2001 a 2002 absolvoval další školení na Dánské královské škole obrany. Frederik zůstal aktivní v obranných službách. V období 2002–2003 působil jako štábní důstojník ve Velení obrany a od roku 2003 jako docent na Institutu strategie na Dánské královské škole obrany.

## Panovník

### Nástup na trůn
Králem Frederikem X. se stal 14. ledna 2024 po slavnostní ceremonii, která se uskutečnila v paláci Christianborg v Kodani po abdikaci předchozí královny Markéty II. oznámené již poslední den roku 2023. V ulicích Kodaně se tento den shromáždily tisíce lidí.

## Manželství a děti
Frederik potkal Mary Elizabeth Donaldsonovou, australskou marketingovou poradkyni, v nočním klubu během olympijských hrách v Sydney v roce 2000. Jak oba říkají, „začali spolu mluvit a již nepřestali“. Po Frederikově odjezdu z Austrálie si psali e-maily a probíhaly mezi nimi i pravidelné telefonické hovory, po nějaké době se však Mary Elizabeth rozhodla přestěhovat do Evropy, nejprve do Francie a poté do Dánska. V listopadu 2001 začala některá média poprvé psát o princově nové přítelkyni. Poté se postupně začala objevovat po Frederikově boku při různých akcích i v okruhu jeho nejbližších přátel. Královna Markéta II. ani princ Henrik tomuto vztahu nebyli příliš nakloněni, nakonec však ustoupili.

### Zásnuby
Dne 24. září 2003 bylo oficiálně oznámeno, že královna Markéta II. požádá parlament o souhlas se sňatkem svého syna Frederika a Mary Elizabeth. Stalo se tak na zasedání parlamentu 8. října 2003 za přítomnosti mladého páru. Podle očekávání vyjádřil sněm se sňatkem souhlas a následnický pár dal své první oficiální interview a podle národní tradice přesně ve 12.00 pozdravil svůj lid z balkónu královského paláce Amalienborg.

### Svatba

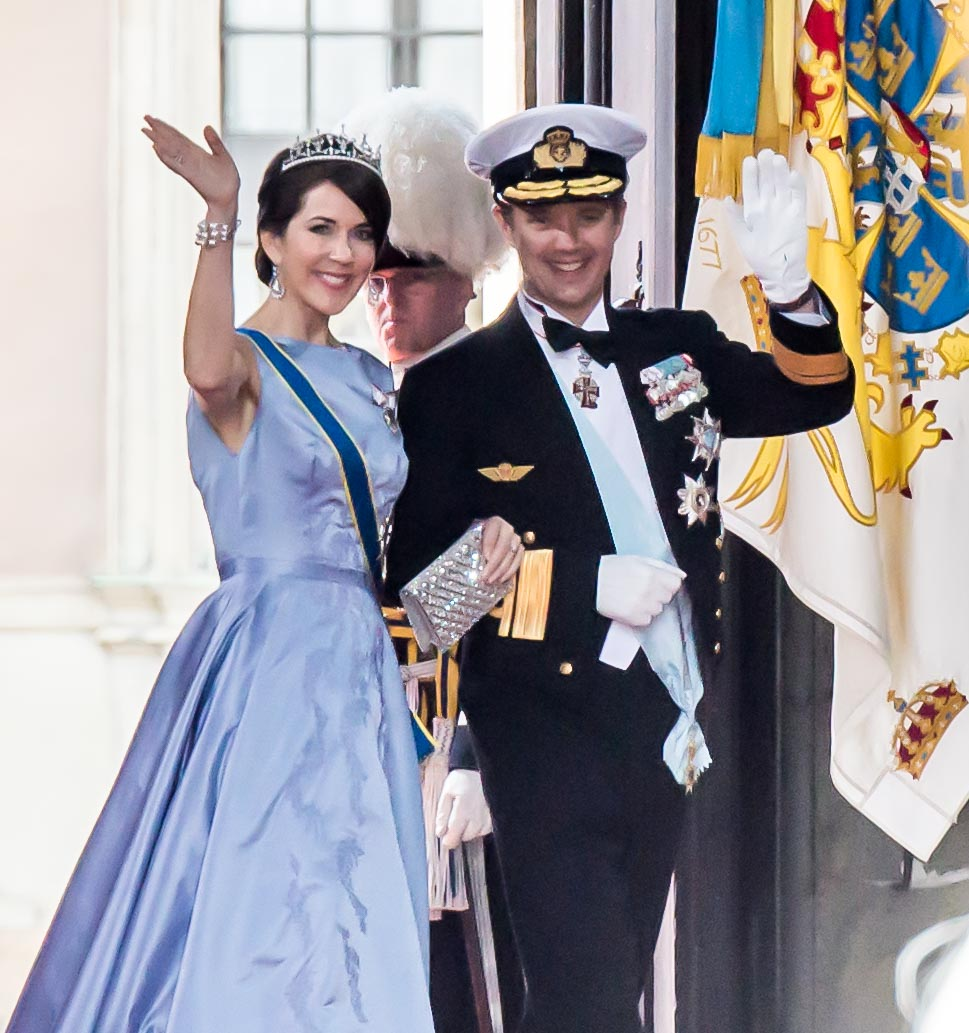
Korunní pár v roce 2015

Královská svatba se konala 14. května 2004 v kodaňské katedrále. Mezi hosty nechyběla rodina, přátelé, královští a další významní hosté z celého světa. Frederikovi šel za svědka jeho bratr princ Joachim. Maryinými družičkami byly její dvě sestry Jane a Patricia a její nejlepší australská přítelkyně Amber Petty. Celou svatbu přenášela živě dánská televize a v ulicích se tísnily tisíce lidí s dánskými a australskými vlajkami. Po obřadu nový dánský korunní pár nasedl do kočáru a triumfálně projel ulicemi Kodaně až k paláci Amalienborg. U královského paláce již čekaly další tisíce lidí. Poté pár vystoupil na balkón a na jejich žádost se políbil.

### Potomstvo
1. Christian Waldemar Henri John (* 15. 10. 2005 Kodaň), princ dánský, hrabě z Monpezat
2. Isabella Henrietta Ingrid Margrethe (* 21. 4. 2007 Kodaň), princezna dánská, hraběnka z Monpezat
3. Vincent Frederik Minik Alexander (* 8. 1. 2011 Kodaň), princ dánský, hrabě z Monpezat
4. Josephine Sophia Ivalo Mathilda (* 8. 1. 2011 Kodaň), princezna dánská, hraběnka z Monpezat

### Údajná aféra
V roce 2023 bulvární deníky uvedly, že Frederik měl poměr s mexickou prominentkou Genovevou Casanovou, bývalou manželkou Cayetana Martíneze de Irujo y Fitz-James Stuart, 14. hraběte ze Salvatierry, 4. vévody z Arjony, granda španělského. Casanová vydala prohlášení, ve kterém důrazně popřela jakýkoli náznak romantického vztahu.

## Osobní zájmy

### Vědecký výzkum, změna klimatu a udržitelnost

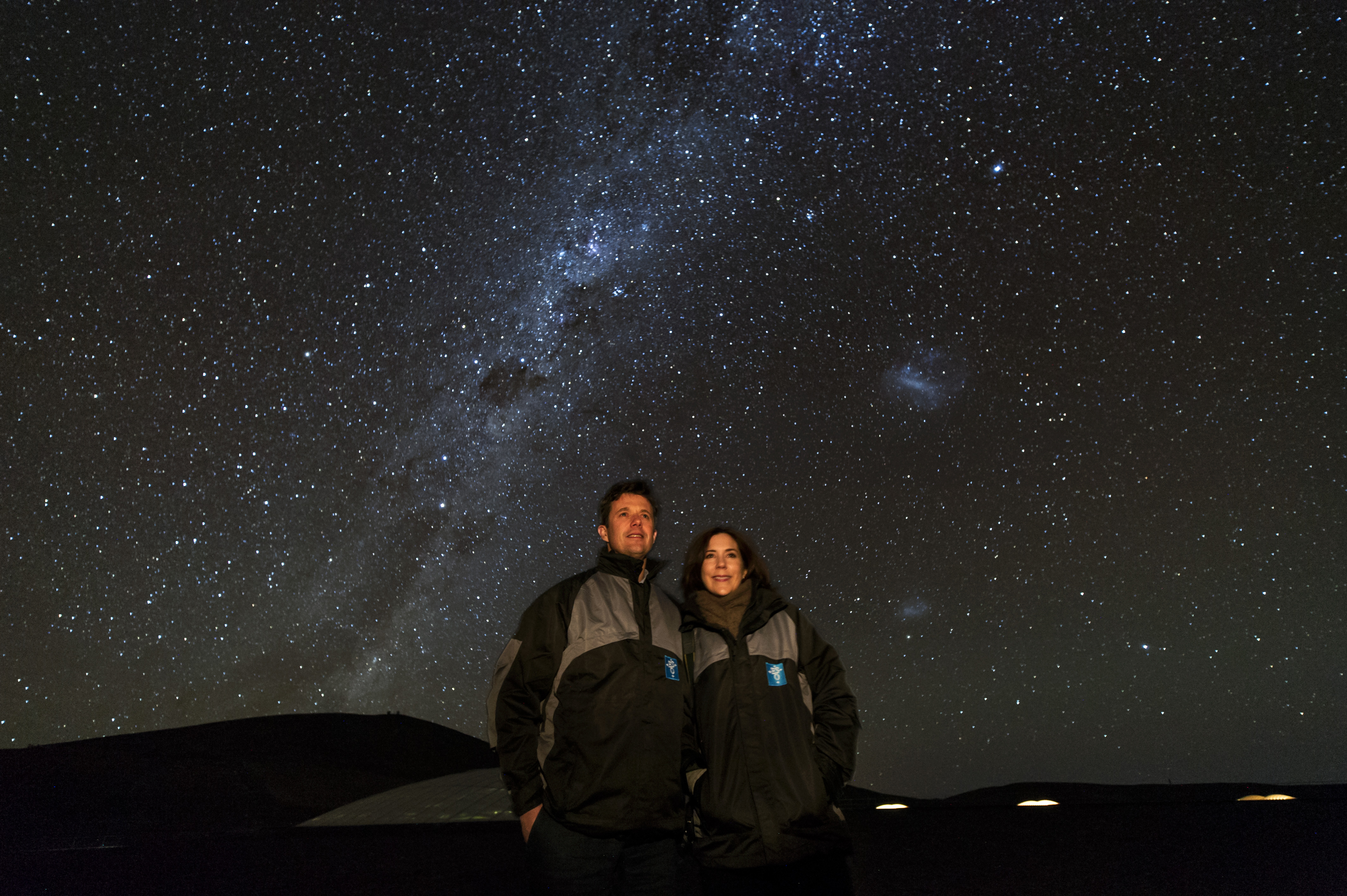
Frederik a Mary obdivují noční oblohu na observatoři ESO Paranal, 2013

Frederik má zvláštní zájem o vědecký výzkum, změnu klimatu a udržitelnost. Poskytnul rozhovor Financial Times a CNN International v programu Future Cities. Účastnil se expedic, fór a akcí o klimatu. Princ zastupoval Dánsko jako propagátor udržitelné dánské energie. Byl jedním z autorů knihy Polartokt Kongelig o klimatu publikované v roce 2009 s předmluvou napsanou Kofim Annanem. V roce 2010 napsal předmluvu knihy Naturen og klimaændringerne i Nordøstgrønland (Příroda a změna klimatu v Grónsku). Jako patron a prostřednictvím své nadace Kronprins Frederiks Fond podporuje vědecko-výzkumné projekty.

### Sport a zdraví
Je patronem a čestným členem různých sportovních organizací a členem Mezinárodního olympijského výboru. Prosazuje také aktivní životní styl ve společnosti.

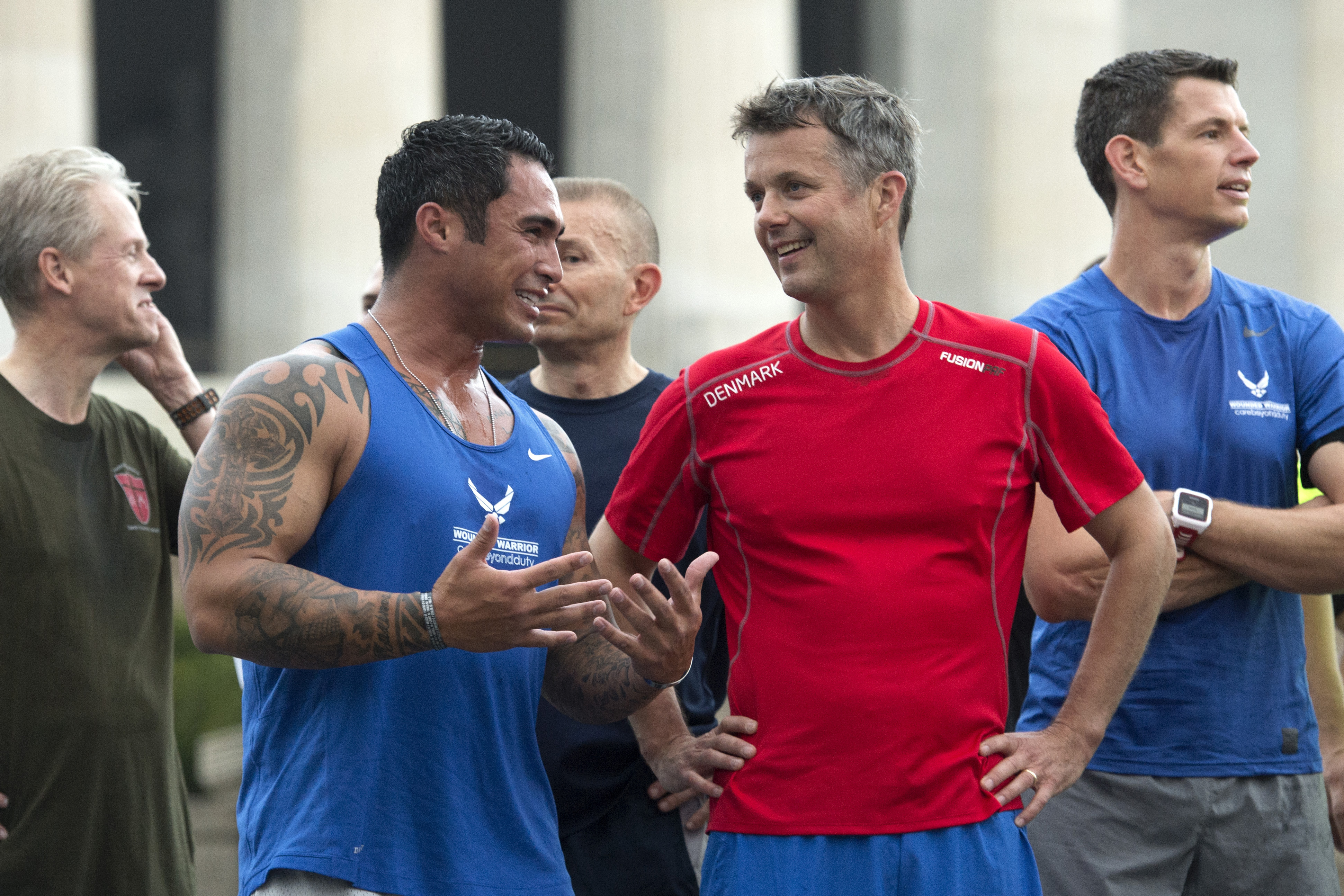
Frederik na Monument Run, 2016

Frederik je vášnivý sportovec, běhá maratony v Kodani, New Yorku a Paříži. Kodaňský maraton uběhl za 3 hodiny, 22 minut a 50 sekund. Dne 18. srpna 2013 se zúčastnil slavného triatlonu Ironman, který se konal v kodaňských ulicích. Závod se skládal z klasických částí: plavání v délce 3,8 km, jízdy na kole v délce 180 km a běhu na 42,2 km. Korunní princ závod zdárně dokončil v celkovém čase 10.45:32 (plavání: 1.10:16, kolo: 5.25:19, běh: 3.58:47) na celkovém 706. místě. Korunní princ se stal vůbec historicky prvním členem královské rodiny na světě, který tento závod dokončil.
V roce 2016 na olympiádě v Riu řekl tisku, že nelituje, že si po setkání se svou manželkou nešel za svým snem soutěžit na olympiádě. Vždy přemýšlel o tréninku a závodění, ale to by vyžadovalo omezit své aktivity a soustředit se na trénink, místo toho vložil svou energii do jiných aspektů života. V říjnu 2016 musel Frederik zrušit své vystoupení na královské recepci pro dánské olympijské a paralympijské sportovce poté, co si zlomil páteř při skákání na trampolíně se svým nejstarším synem.
Frederik se také zúčastnil štafety během Mistrovství světa v krosu IAAF 2019 v Aarhusu v březnu 2019.
Závodí také v běhu na lyžích. V letech 2012 až 2015 se čtyřikrát zúčastnil 90kilometrového Vasova běhu. Svého nejlepšího času dosáhl hned napoprvé, kdy závod dokončil za 6 hodin a 36 minut.

#### Mezinárodní olympijský výbor

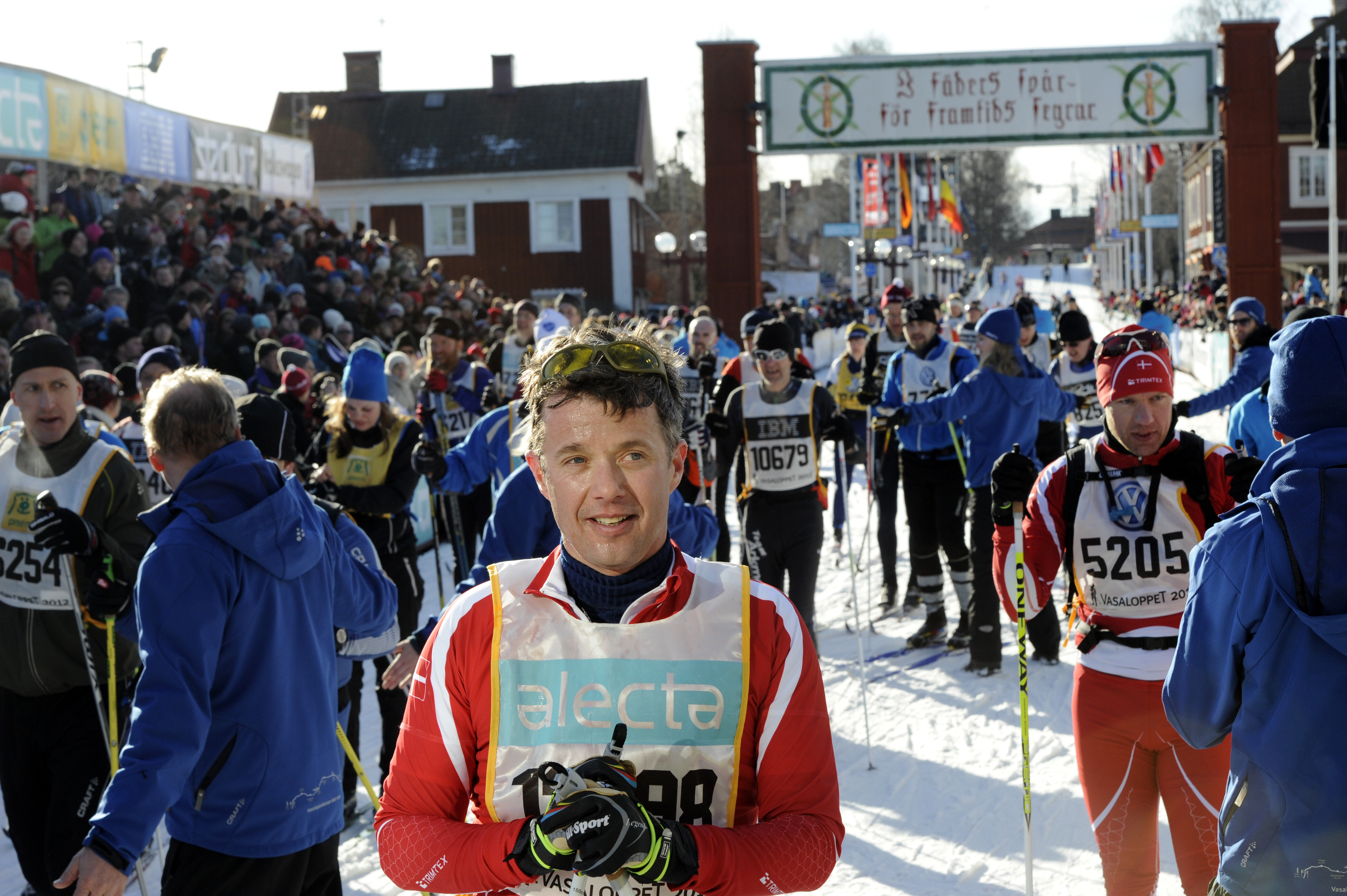
Frederik po dokončení Vasova běhu, 2012

Dne 9. října 2009 byl korunní princ Frederik zvolen členem Mezinárodního olympijského výboru a nahradil tak jeho předchozí dánskou členku Kaj Holmovou, která odešla do důchodu. Kandidatura korunního prince se v Dánsku setkala s určitou skepsí, protože by to znamenalo, že bude v polopolitickém výboru spolu s několika lidmi, kteří jsou podezřelí nebo dokonce odsouzeni z trestných činů. Další obavou bylo, zda bude loajální ke své zemi a vládě, jak předepisuje dánská ústava, nebo k Mezinárodnímu olympijskému výboru, jak se přísahá při zvolení do výboru. Korunní princ získal status zvláštního pozorovatele v Národním olympijském výboru a sportovní konfederaci Dánska.
Frederik oznámil, že jeho cílem a důvodem pro vstup do Mezinárodního olympijského výboru je podpora aktivního životního stylu mezi mládeží. Byl zvolen na osmileté funkční období a dal jasně najevo, že po nástupu na dánský trůn své členství ukončí.
V roce 2012 nesl olympijský oheň přes Notting Hill, čtvrť v západním Londýně.
Dne 19. června 2017 oznámil, že bude pokračovat v dalším osmiletém funkčním období. V roce 2021 však oznámil, že odstoupí z funkce aktivního člena Mezinárodního olympijského výboru na výročním zasedání výboru před letními olympijskými hrami v roce 2020, přičemž jako důvod uvedl přání zintenzivnit svou každodenní práci.

#### Královský běh
Na oslavu svých 50. narozenin dne 21. května 2018 inicioval veřejnou běžeckou akci napříč pěti největšími dánskými městy s názvem „Královský běh“ s více než 70 000 účastníky včetně Frederika a jeho vlastní rodiny. Veřejnost událost obecně označila za „překračující očekávání“.
Akce se od té doby koná každý rok. Konala se v letech 2019, 2021, 2022 a 2023. Pro rok 2020 byla zrušena kvůli pandemii covidu-19 v Dánsku.

### Expedice
Korunní princ se v roce 1986 zúčastnil expedice do Mongolska. V roce 2000 se zúčastnil „Expedice Sirius 2000“, což byla čtyřměsíční expedice se psím spřežením dlouhá 2 795 km v severní části Grónska.

## Nadace korunního prince Frederika
Účelem nadace je poskytovat finanční pomoc studentům sociální politiky a věd na roční studium na Harvardu a poskytovat finanční podporu vědeckým expedicím, zejména do cizích částí světa, včetně Grónska a Faerských ostrovů.

## Tituly a oslovení

### Tituly a oslovení
- 24. června 1968 – 14. ledna 1972: Jeho královská Výsost princ Frederik Dánský
- 14. ledna 1972 – 29. dubna 2008: Jeho královská Výsost korunní princ dánský
- 29. dubna 2008 – 14. ledna 2024: Jeho královská Výsost korunní princ dánský,
- 14. ledna 2024 – současnost: Jeho veličenstvo král dánský, hrabě z Monpezat[57][58]

### Osobní symboly

Královský erb
Královská standarta
Osobní monogram
Duální monogram Frederika a Mary

## Vývod z předků
Je pravnukem švédského krále Gustava VI. Mezi jeho předky patří také britská královna Viktorie, nizozemský král Vilém I., pruský král Fridrich Vilém III. a ruský car Mikuláš I.
|                    |                                    |  |                       |                                               |  |  |  |  |  |  |  | Aristide de Laborde de Monpezat |
|                    |                                    |  |                       |                                               |  |  |  |  |  |  |  |                                 |
|                    | Henri de Laborde de Monpezat       |  |                       |                                               |  |  |  |  |  |  |  |                                 |
|                    |                                    |  |                       |                                               |  |  |  |  |  |  |  |                                 |
|                    |                                    |  |                       | Jeanne-Emilie Borde                           |  |  |  |  |  |  |  |                                 |
|                    |                                    |  |                       |                                               |  |  |  |  |  |  |  |                                 |
|                    | André de Laborde de Monpezat       |  |                       |                                               |  |  |  |  |  |  |  |                                 |
|                    |                                    |  |                       |                                               |  |  |  |  |  |  |  |                                 |
|                    |                                    |  |                       | Louis-Eugène Hallberg                         |  |  |  |  |  |  |  |                                 |
|                    |                                    |  |                       |                                               |  |  |  |  |  |  |  |                                 |
|                    | Henriette Hallberg                 |  |                       |                                               |  |  |  |  |  |  |  |                                 |
|                    |                                    |  |                       |                                               |  |  |  |  |  |  |  |                                 |
|                    |                                    |  |                       | Clara Vernhes                                 |  |  |  |  |  |  |  |                                 |
|                    |                                    |  |                       |                                               |  |  |  |  |  |  |  |                                 |
|                    | Henrik Dánský                      |  |                       |                                               |  |  |  |  |  |  |  |                                 |
|                    |                                    |  |                       |                                               |  |  |  |  |  |  |  |                                 |
|                    |                                    |  |                       | Jean-Alfred Doursenot                         |  |  |  |  |  |  |  |                                 |
|                    |                                    |  |                       |                                               |  |  |  |  |  |  |  |                                 |
|                    | Pierre Maurice Daniel Doursenot    |  |                       |                                               |  |  |  |  |  |  |  |                                 |
|                    |                                    |  |                       |                                               |  |  |  |  |  |  |  |                                 |
|                    |                                    |  |                       | Marie-Louise Barrière                         |  |  |  |  |  |  |  |                                 |
|                    |                                    |  |                       |                                               |  |  |  |  |  |  |  |                                 |
|                    | Renée-Yvonne Doursennot            |  |                       |                                               |  |  |  |  |  |  |  |                                 |
|                    |                                    |  |                       |                                               |  |  |  |  |  |  |  |                                 |
|                    |                                    |  |                       | Léonard Gay                                   |  |  |  |  |  |  |  |                                 |
|                    |                                    |  |                       |                                               |  |  |  |  |  |  |  |                                 |
|                    | Marguerite Gay                     |  |                       |                                               |  |  |  |  |  |  |  |                                 |
|                    |                                    |  |                       |                                               |  |  |  |  |  |  |  |                                 |
|                    |                                    |  |                       | Marguerite Laforest                           |  |  |  |  |  |  |  |                                 |
|                    |                                    |  |                       |                                               |  |  |  |  |  |  |  |                                 |
| Frederik X. Dánský |                                    |  |                       |                                               |  |  |  |  |  |  |  |                                 |
|                    |                                    |  |                       |                                               |  |  |  |  |  |  |  |                                 |
|                    |                                    |  | Frederik VIII. Dánský |                                               |  |  |  |  |  |  |  |                                 |
|                    |                                    |  |                       |                                               |  |  |  |  |  |  |  |                                 |
|                    | Kristián X. Dánský                 |  |                       |                                               |  |  |  |  |  |  |  |                                 |
|                    |                                    |  |                       |                                               |  |  |  |  |  |  |  |                                 |
|                    |                                    |  |                       | Luisa Švédská                                 |  |  |  |  |  |  |  |                                 |
|                    |                                    |  |                       |                                               |  |  |  |  |  |  |  |                                 |
|                    | Frederik IX. Dánský                |  |                       |                                               |  |  |  |  |  |  |  |                                 |
|                    |                                    |  |                       |                                               |  |  |  |  |  |  |  |                                 |
|                    |                                    |  |                       | Bedřich František III. Meklenbursko-Zvěřínský |  |  |  |  |  |  |  |                                 |
|                    |                                    |  |                       |                                               |  |  |  |  |  |  |  |                                 |
|                    | Alexandrina Meklenbursko-Zvěřínská |  |                       |                                               |  |  |  |  |  |  |  |                                 |
|                    |                                    |  |                       |                                               |  |  |  |  |  |  |  |                                 |
|                    |                                    |  |                       | Anastázie Michajlovna Ruská                   |  |  |  |  |  |  |  |                                 |
|                    |                                    |  |                       |                                               |  |  |  |  |  |  |  |                                 |
|                    | Markéta II. Dánská                 |  |                       |                                               |  |  |  |  |  |  |  |                                 |
|                    |                                    |  |                       |                                               |  |  |  |  |  |  |  |                                 |
|                    |                                    |  |                       | Gustav V. Švédský                             |  |  |  |  |  |  |  |                                 |
|                    |                                    |  |                       |                                               |  |  |  |  |  |  |  |                                 |
|                    | Gustav VI. Adolf Švédský           |  |                       |                                               |  |  |  |  |  |  |  |                                 |
|                    |                                    |  |                       |                                               |  |  |  |  |  |  |  |                                 |
|                    |                                    |  |                       | Viktorie Bádenská                             |  |  |  |  |  |  |  |                                 |
|                    |                                    |  |                       |                                               |  |  |  |  |  |  |  |                                 |
|                    | Ingrid Švédská                     |  |                       |                                               |  |  |  |  |  |  |  |                                 |
|                    |                                    |  |                       |                                               |  |  |  |  |  |  |  |                                 |
|                    |                                    |  |                       | Artur Sasko-Koburský                          |  |  |  |  |  |  |  |                                 |
|                    |                                    |  |                       |                                               |  |  |  |  |  |  |  |                                 |
|                    | Markéta z Connaughtu               |  |                       |                                               |  |  |  |  |  |  |  |                                 |
|                    |                                    |  |                       |                                               |  |  |  |  |  |  |  |                                 |
|                    |                                    |  |                       | Luisa Markéta Pruská                          |  |  |  |  |  |  |  |                                 |
|                    |                                    |  |                       |                                               |  |  |  |  |  |  |  |                                 |